# Myrohoschtscha Perscha
Myrohoschtscha Perscha (ukrainisch Мирогоща Перша; russisch Мирогоща Первая/Mirogoschtscha Perwaja, polnisch Mirohoszcza/Mirochoszcza [Stara]) ist ein Dorf in der Westukraine etwa 8 Kilometer nordöstlich der Rajonshauptstadt Dubno und 34 Kilometer südwestlich der Oblasthauptstadt Riwne am Flüsschen Lypka (Липка) gelegen.

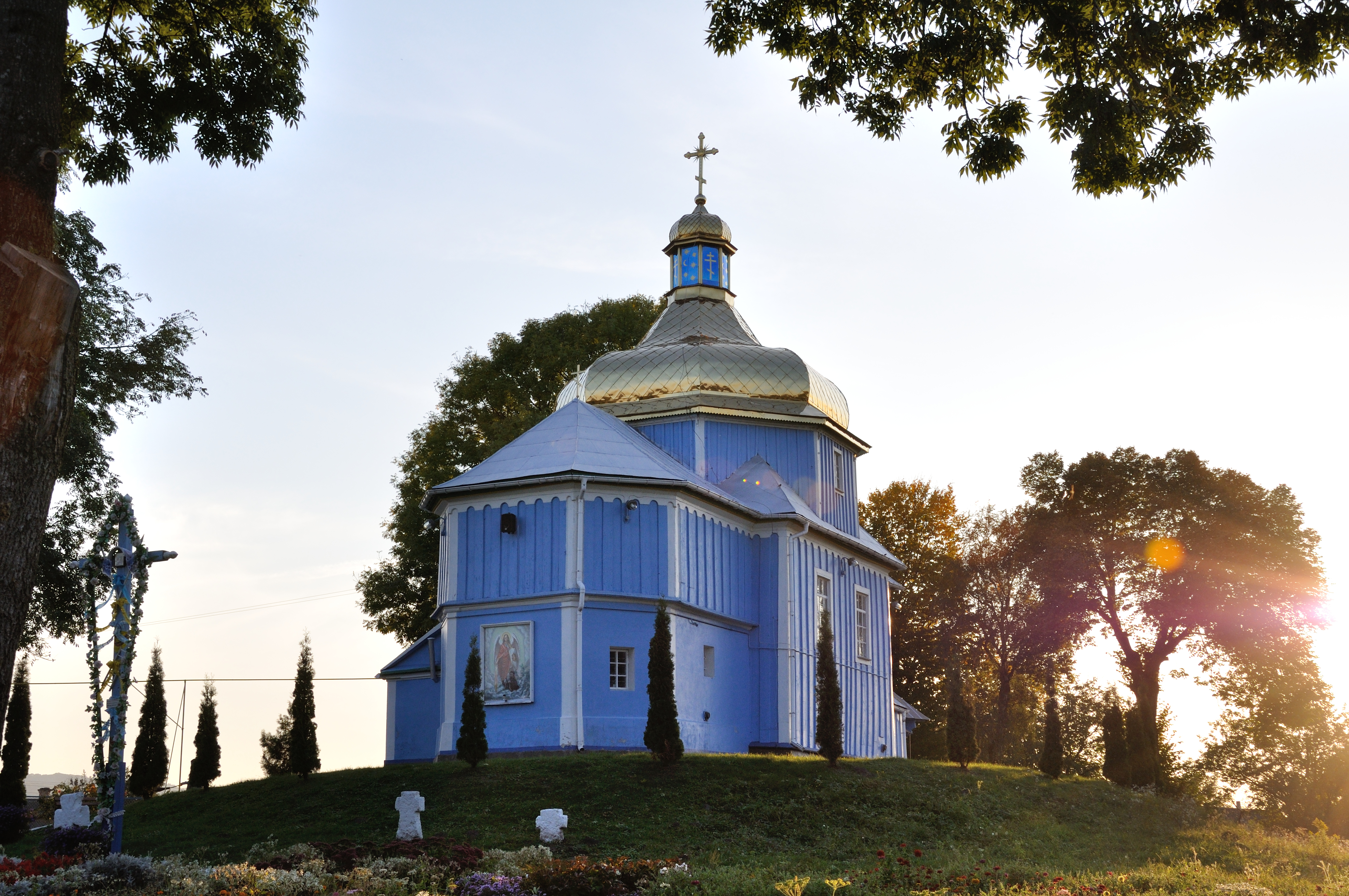
Kirche im Ort

## Geschichte
Der Ort wird 1545 zum ersten Mal schriftlich erwähnt und gehörte dann bis 1793 in der Woiwodschaft Wolhynien zur Adelsrepublik Polen-Litauen. Mit den Teilungen Polens fiel der Ort an das spätere Russische Reich und lag bis zum Ende des Ersten Weltkriegs im Gouvernement Wolhynien.
Nach dem Ersten Weltkrieg kam der Ort zu Polen (in die Woiwodschaft Wolhynien, Powiat Dubno, Gmina Dubno), im Zweiten Weltkrieg wurde er zwischen 1939 und 1941 von der Sowjetunion besetzt. Nach dem Überfall auf die Sowjetunion im Juni 1941 wurde er dann bis 1944 von Deutschland besetzt, dies gliederte den Ort in das Reichskommissariat Ukraine in den Generalbezirk Brest-Litowsk/Wolhynien-Podolien, Kreisgebiet Dubno.
Nach dem Krieg wurde der Ort der Sowjetunion zugeschlagen. Dort kam das Dorf zur Ukrainischen SSR und seit 1991 ist sie ein Teil der heutigen Ukraine.

## Verwaltungsgliederung
Am 6. Mai 2016 wurde das Dorf zum Zentrum der neugegründeten Landgemeinde Myrohoschtscha (Мирогощанська сільська громада Myrohoschtschanska silska hromada). Zu dieser zählen noch die 13 in der untenstehenden Tabelle aufgelistetenen Dörfer, bis dahin bildete es zusammen mit den Dörfern Kostjanez, Lypa, Myrohoschtscha Druha und Mokre die Landratsgemeinde Myrohoschtscha (Мирогощанська сільська рада/Myrohoschtschanska silska rada) im Zentrum des Rajons Dubno.
Folgende Orte sind neben dem Hauptort Myrohoschtscha Perscha Teil der Gemeinde:
| Name                     | Name           | Name                                     | Name              | Name |
| ukrainisch transkribiert | ukrainisch     | russisch                                 | polnisch          |      |
| ------------------------ | -------------- | ---------------------------------------- | ----------------- | ---- |
| Biloberischschja         | Білоберіжжя    | Белобережье (Belobereschje)              | Białobrzeże       |      |
| Bozjaniwka               | Боцянівка      | Боцановка (Bozanowka)                    | Bocianówka        |      |
| Knjahynyn                | Княгинин       | Княгинин (Knjaginin)                     | Kniahinin         |      |
| Kostjanez                | Костянець      | Костянец                                 | Kościaniec        |      |
| Lypa                     | Липа           | Липа (Lipa)                              | Lipa              |      |
| Lystwyn                  | Листвин        | Листвин (Listwin)                        | Listwin           |      |
| Mokre                    | Мокре          | Мокрое (Mokroje)                         | Mokre             |      |
| Molodischne              | Молодіжне      | Молодёжное (Molodjoschnoje)              | -                 |      |
| Myrohoschtscha Druha     | Мирогоща Друга | Мирогоща Вторая (Mirogoschtscha Wtoraja) | Mirohoszcza Ruska |      |
| Narajiw                  | Нараїв         | Нараев (Narajew)                         | Narajów           |      |
| Ostriw                   | Острів         | Остров (Ostrow)                          | Ostrów            |      |
| Saruddja                 | Заруддя        | Зарудье (Sarudje)                        | Zarudzie          |      |
| Trawnewe                 | Травневе       | Травневое (Trawnewoje)                   | Bodaki, Bodiaki   |      |